# RTCP
RTCP (RTP Control Protocol) je v informatice řídící protokol pro distribuci zvuku a videa v reálném čase, který doplňuje protokol RTP (Real-time Transport Protocol). Je definován v RFC 3550, které nahrazuje RFC 1889.

## Charakteristika
RTCP poskytuje řídící informace pro RTP tok dat, ale sám žádná data nenese. Používá se k pravidelnému přenosu kontrolních paketů účastníkům streamované multimediální relace. Hlavní funkcí RTCP je poskytování zpětné vazby na kvalitu služeb (QoS) poskytovanou RTP.
RTCP shromažďuje údaje o mediálním spojení a informace jako například počet odeslaných bajtů, počet odeslaných paketů, počet ztracených paketů, jitter (kolísání zpoždění), zpětnou vazbu a dobu odezvy. Aplikace může tyto informace použít ke zvýšení kvality služeb například omezením datového toku nebo použitím jiného kodeku.
RTCP neposkytuje šifrování toku nebo ověření prostředků, k tomuto účelu může být použit protokol SRTCP.

## Problémy a potenciál dalšího rozvoje RTCP
V rozsáhlých aplikacích, kde může docházet k velmi dlouhým zpožděním mezi zprávami RTCP (například u IPTV), může při použití RTCP docházet k problémům, protože zprávy příjemce může vysílající chybně vyhodnocovat a špatně tak interpretovat situaci příjemce. Kvůli tomu vznikly metody, které tyto problémy řeší: filtrování, sledování odchylek a hierarchické seskupování.

## Typy zpráv
Protokol RTCP je určen pro řízení toku dat (přenos dat je realizován protokolem RTP), jeho kvality a dovoluje příjemci odeslat zdroji dat různé zprávy. RTCP používá stejně tak jako RTP pro přenos dat protokol UDP ale s rozdílným číslem portu. RTCP definuje pět typů zpráv: Sender Report, Receiver Report, Source Description Message, Bye Message, Application-Specific Message.
Sender Report (SR)Aktivní účastníci konference, tzn. stanice, které odesílají data, pravidelně posílají zprávy typu Sender report. Sender Report zprávy obsahují informace o probíhající komunikaci a přenášejí také přijímací statistiky pro všechny posílané pakety RTP. Jinými slovy umožňují přijímači odhadovat komunikační rychlost a kvalitu přenosu. Sender report obsahuje časová razítka (anglicky timestamps ) protokolu NTP (Network Time Protocol) RFC 5950, ve kterých je uloženo číslo v sekundách od půlnoci 1. ledna 1900 UTC a zlomková část s rozlišením 1 / 2^32 s tedy cca 232 pikosekund a dále pak časová razítka protokolu RTP. Úplné časové razítko umožňuje přijímači synchronizovat různé typy RTP zpráv. Tato skutečnost je obzvláště důležitá, když jsou přenášena audio a video data (multimediální datové přenosy používají vzájemně oddělená časová razítka).
Receiver Report (RR)Receiver Report slouží pro pasivní účastníky konferencí. Tedy pro stanice, které neodesílají žádné RTP pakety. Zprávy informují odesílatele a ostatní příjemce o kvalitě služeb, problémech přijímačů a dále obsahují čísla ztracených paketů a informaci o kolísání zpoždění (jitter) u přijímače. Výsledkem může být například to, že aplikace vysílající multimediální data sníží nebo naopak zvýší kvalitu poskytovaného obsahu.
Source Description Message (SDES)Vysílač dat pravidelně posílá zprávy nesoucí informace o sobě, které jsou k dispozici ostatním uživatelům. Podle RFC 1889 jsou typy SDES zpráv: END (konec SDES seznamu), CNAME (kanonické jméno), NAME (jméno uživatele), EMAIL (emailová adresa), PHONE (telefonní číslo), LOC (geografická poloha), TOOL (název aplikace, která generuje RTP provoz), NOTE (zpráva, která popisuje současný stav vysílače dat) a PRIV (aplikační a experimentální rozšíření).
Goodbye Message (BYE)Vysílač dat posílá BYE zprávu k ukončení streamu. Tím oznamuje, že opouští konferenci. Ačkoli ostatní zdroje mohou sami zjistit nepřítomnost jiného zdroje, tato zpráva tuto událost přímo oznamuje. Znalost této události je velice užitečná pro zařízení zvané mixer. Pokud mixer přijme BYE paket, tak ho v nezměněné podobě posílá ostatním uživatelům.
Application-Specific Message (APP)Application-Specific slouží pro zasílání zpráv, které nejsou definované ve standardu a umožňuje tak definici nových typů zpráv. APP pakety se používají také pro experimentální účely.